# Stigmatomma denticulatum
Stigmatomma denticulatum is een mierensoort uit de onderfamilie van de Amblyoponinae. De wetenschappelijke naam van de soort is voor het eerst geldig gepubliceerd in 1859 door Roger.